# Irena Kowalska-Wuttke

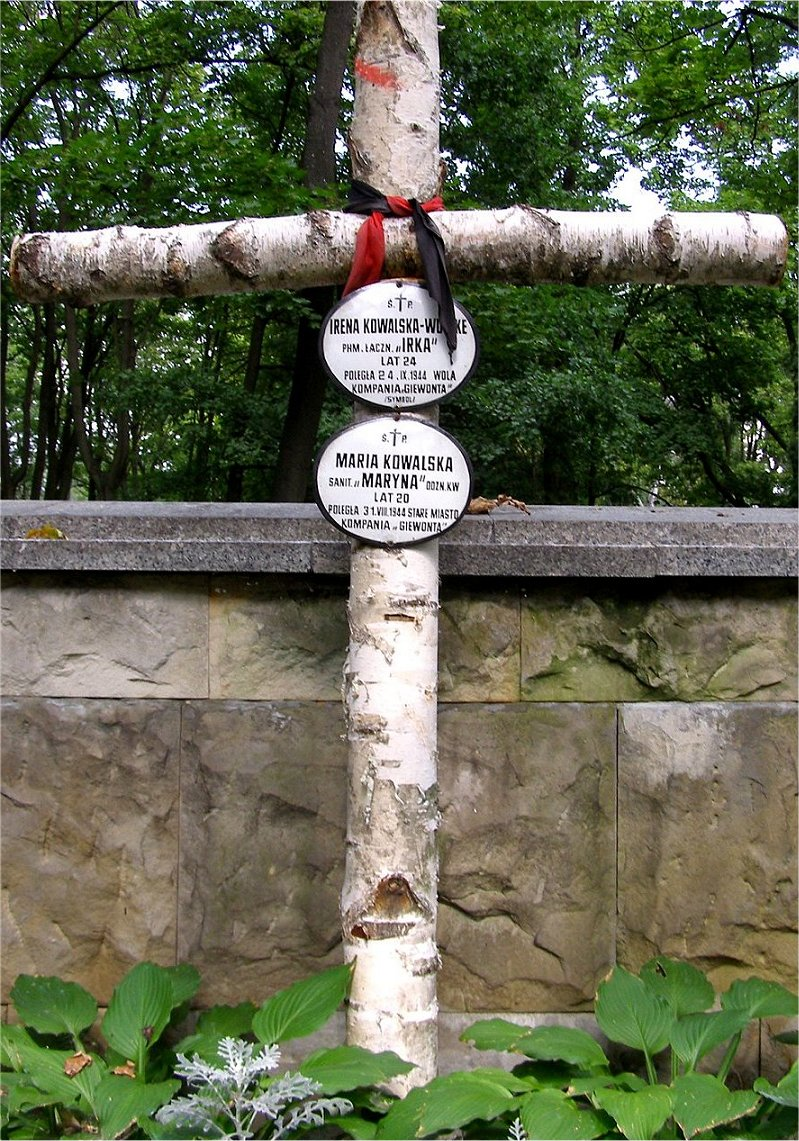
Kříž nad hrobem sester Kowalských v Powązkách

Podharcmistryně Irena Kowalska-Wuttke („Irka“; 21. května 1920 Płock – 24. září 1944 Varšava) byla polská harcerská instruktorka a odbojářka, členka harcerské odbojové organizace Szare Szeregi a velitelka dívčí části nových Útočných skupin ve Varšavě. Během varšavského povstání, kterého se zúčastnila jako spojka v řadách harcerského praporu Zośka, byla zajata a zavražděna.

## Život
Před druhou světovou válkou působila Irena Kowalska ve 14. varšavské harcerské ženské družině. Po pádu Polska se zapojila do protinacistického odboje, v březnu 1944 se stala velitelkou dívčí části nových Útočných skupin.
Za varšavského povstání působila jako spojka v rotě „Giewont“ praporu Zośka, kde zároveň působila jako ošetřovatelka její o čtyři roky mladší sestra Maria (padla 31. srpna). Irena se 5. září provdala za velitele Útočných skupin a zástupce velitele roty „Giewont“, podporučíka Jana Wuttkeho, s nímž přešla později do roty „Rudy“. Její manžel padl 19. září, 14 dní po svatbě.
23. září byla zajata a o den později spolu s dalšími zajatými spojkami a ošetřovatelkami zastřelena (patrně ve sklepení kostela sv. Vojtěcha). Její tělo se nikdy nenašlo. Symbolický hrob, který je zároveň hrobem její sestry Marie Kowalské, má na Vojenském hřbitově Powązki.